# 帕劳国旗
帛琉國旗是一面雙色旗幟。天藍色底象徵海洋，中間偏左的方向為一黃色圓形，代表了月亮。
本旗啟用於1981年1月1日。帛琉獨立前曾使用過聯合國旗、美國國旗和日本国旗。
一些日本人猜想帕劳国旗的设计刻意模仿了日本国旗，但国旗的设计者约翰·布劳·斯凯邦（John Blau Skebong）否认了这一說法，称“这两面旗帜之间没有特殊联系”。
日本国际关系教授藤田顺子认为，帕劳国旗是改色版日章旗，象征着帕劳和日本之间的特殊友谊。前帕劳总统、日本裔帕劳人中村国雄在接受采访时对这一理论作出了回应，他含糊其辞地表示：“这是一种说法而已”。

## 歷史上使用過的旗幟

西班牙帝國西屬東印度 1785-1873 及 1875-1931
德意志殖民帝國 1899–1914
大日本帝國 1914–1944
美國國際聯盟託管地 1944–1959
美國聯合國託管地  1959–1960
太平洋群島託管地1960–1994
太平洋群島託管地 1965–1981
太平洋群島託管地、聯合國旗 1947–1965